# Reigen (Tanz)

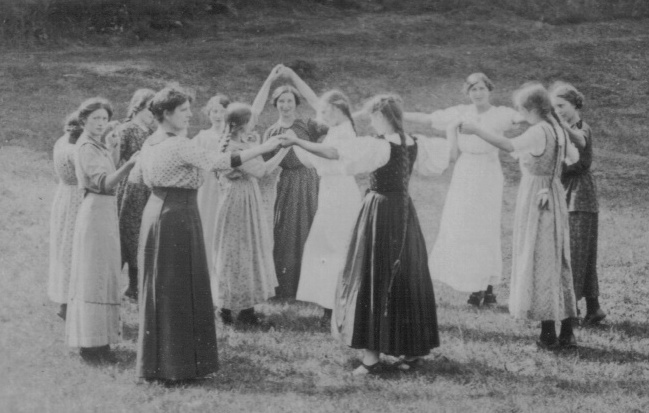
Reigen im Schwarzwald (um 1915)

Als Reigen (auch: Reien, Reihen, Reihentanz, aus altfranzösisch raie ‚Tanz‘) werden verschiedene Tänze bezeichnet, die von mehreren sich einheitlich bewegenden Tänzern gemeinsam geschritten oder gesprungen werden. Die Tänzer stehen dabei in Ketten oder Kreisen (Kreisreigen, Ringelreihen), in zwei sich gegenüberstehenden Reihen (Frontreigen) oder paarweise hintereinander. Auch die dabei angestimmten Lieder und Gesänge selbst wurden Reihen oder Reien genannt.
Ursprünglich war die Gesangsbegleitung ein charakteristisches Merkmal des Reigens. Josua Maaler (1529–1599) erklärt das Wort Reigentanz ausdrücklich als „Dänz in Ringsweis, wenn man dazu singt“.
Zu den Reigen zählen Kreistänze wie der Kolo, Reihentänze wie die Branle (oder die Hau[l]t Barrois bzw. Haulberrroys) oder der An Dro, Tänze mit zwei einander gegenüberstehenden Reihen wie die Bourrée und Schreittänze wie die Pavane.
Curt Sachs verwendete Reigen (Chorreigen) als Oberbegriff für alle Gruppentänze im Gegensatz zu Einzeltänzen und Paartänzen. Er unterschied diese Varianten:
- Kreisreigen: ein- und mehrfache Kreise, Achterformen, offene Kreise
- Schlängelreigen: Bewegung in Schlangenlinien, Spiralen und labyrinthischen Formen
- Frontreigen: eine Reihe, oder zwei sich gegenüberstehende Reihen
- Platztauschreigen: Kreuzungsreigen, Quadrille, Laubenreigen, Brückenreigen, Kettenreigen

## Altertum

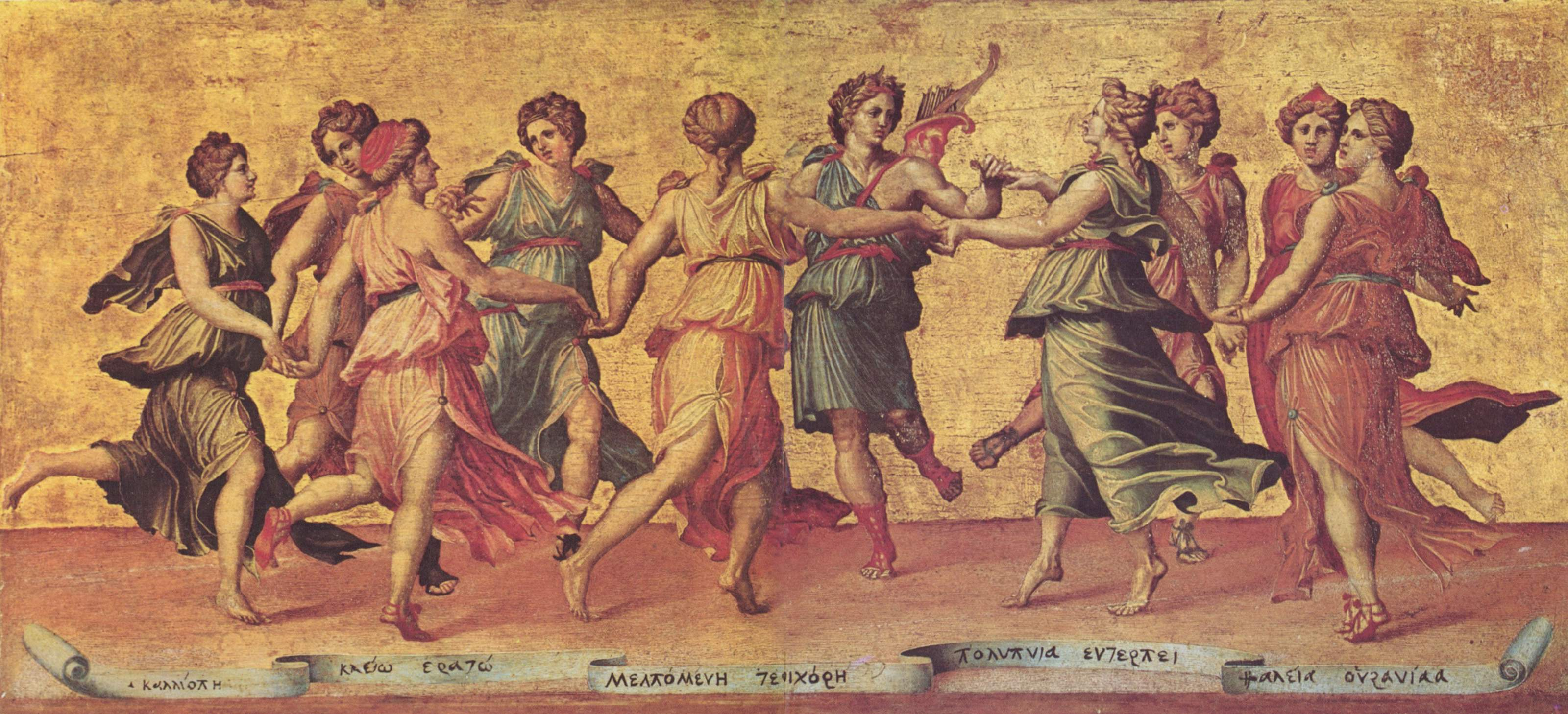
Giulio Romano: Tanz Apollons mit den Musen, um 1540

Die antike Form des Reigens war die griechische Chorea (altgriechisch χορεία choreía f. „das Tanzen, der Chortanz, Reigentanz“), ein vorzugsweise kultischer Tanz mehrerer Personen zu Gesang. Das Wort χορός choros (m.; vergleiche deutsch „Chor“) bezeichnet in den ältesten Quellen und noch bei Homer den Tanzplatz, dann aber auch die Gruppe der Tänzer, die zugleich Sänger waren, und schließlich den Tanz zu Gesang selbst.
Homer berichtet von heiteren Kreistänzen junger Männer, die allein oder gemeinsam mit den Frauen getanzt wurden, zu Hochzeiten, zur Weinlese oder einfach aus jugendlichem Lebensüberschwang.

## Mittelalter
Die Bezeichnung Reigen tritt zuerst in der höfischen Poesie des Mittelalters in der mittelhochdeutschen Form der reie auf. Neidhart nennt so eine Tanzform der Bauern, die im Sommer im Freien getanzt wurde. Die Tänzer bildeten eine Kette oder standen paarweise hintereinander. Der gesprungene reie der Bauern stand im Gegensatz zum höfischen Tanz, der getreten wurde. Der Reigen ist ein Chortanz, der Tanz ist oft ein Paartanz. Doch diese Unterscheidung ist nicht scharf und kehrt sich später sogar um. Die Unterscheidung zieht sich durch viele europäische Sprachen:
| mittelhochdeutsch | reigen (reie, reihe) | tanz     |
| mittellateinisch  | chorea               | ballatio |
| italienisch       | carola               | danza    |
| provenzalisch     | corola               | dansa    |
| altfranzösisch    | carole               | danse    |

Für einen Gegensatz dieser zwei Begriffe gibt es viele Zeugnisse. Ein einheitlicher Unterschied lässt sich aus den zahlreichen Schriftquellen jedoch nicht herauslesen. Die Form des Reigens ist für Curt Sachs allerdings eindeutig bestimmbar: eine Kette von Tänzern, die sich Hand in Hand bewegen, entweder in einem offenen oder geschlossenen Kreis, oder in ausgezogener Linie.
In der Kultur des europäischen Rittertums spielte der Reigentanz neben dem Minnesang eine besondere Rolle. In dieser Zeit entwickelte sich eine feste Norm des Reigens und des damit verbundenen Liedes. Spielleute hatten zu den intimen Veranstaltungen keinen Zutritt, weshalb nie von Instrumentalmusik bei solchen Veranstaltungen berichtet wird. Allerdings gibt es auf Schloss Runkelstein bei Bozen die Darstellung eines Reigentanzes aus der Zeit um 1395, wobei die Tänzer von zwei Lautenspielern instrumental begleitet werden. Dieses Bild wird aber von Zoder als Schwabentanz interpretiert.
Der Reigen wurde üblicherweise zu einem Lied geschritten, das ein Vorsänger sang, der zugleich den Reigen anführte. Die übrigen Teilnehmer stimmten jeweils in den Refrain mit ein. Diese Form des Wechselgesangs zwischen Vorsänger und Chor wird als „Rondel-Typus“ bezeichnet. Sie lag bereits am Ende des 12. Jahrhunderts vor. Aus ihr bildete sich später das Rondeau, das Virelai und schließlich die Balade (von provenz. balar ‚einen Reigen tanzen‘) heraus.

## Renaissance
Eines der ersten Bücher mit Beschreibungen der höfischen Tänze ist im 15. Jahrhundert Domenico da Piacenzas De arte saltandi et choreas ducendi / de la arte di ballare et danzare (deutsch ‚von der Kunst zu tanzen und Reigen zu führen‘). Der Titel stellt wieder Reigen und Tanz nebeneinander. Die Chorea, der Reigen des Altertums, wird von einem Vortänzer geführt. Das Gegenstück dazu bildet das hüpfende Tanzen, saltare (lat. ‚tanzen‘, ‚hüpfen‘, zu salire ‚springen‘). Diese zwei Formen nennt Domenico auf Italienisch Bassadanza und Ballo.
Dieses Gegensatzpaar aus Reigen (= Schreittanz) einerseits und Springtanz andererseits ist typisch für die höfischen Tänze seit dem Mittelalter. Diese Reihung von „Reigen“ und „Sprung“ (Passamezzo – Saltarello, Pavane – Galliarde, Allemande – Tripla, Allemande – Courante, Sarabande – Gigue) ist die Urform der späteren Suite.
Verschiedene für die Laute im geraden Takt komponierte bzw. bearbeitete Tänze bzw. Tanzlieder trugen um 1600 ebenfalls die Bezeichnung Chorea. Der meist in geradem Takt gehaltene Reigentanz Haulberroys und die Saulterelle im Dreiertakt, wie sie bei Pierre Attaingnant belegt sind, waren gegen Ende des 16. Jahrhunderts bereits veraltete Tanzformen.

## Neuzeit

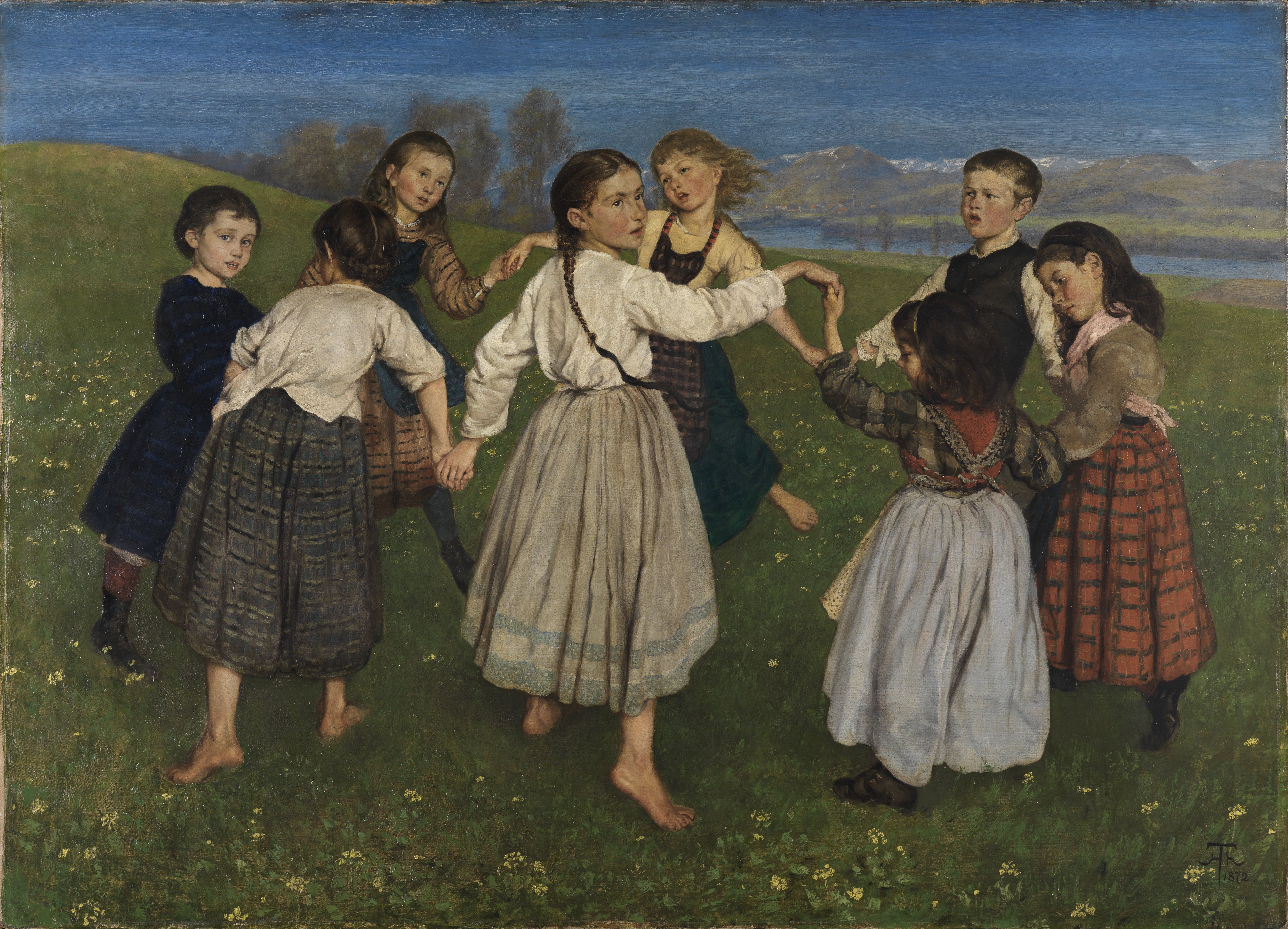
Hans Thoma: Der Kinderreigen, 1884

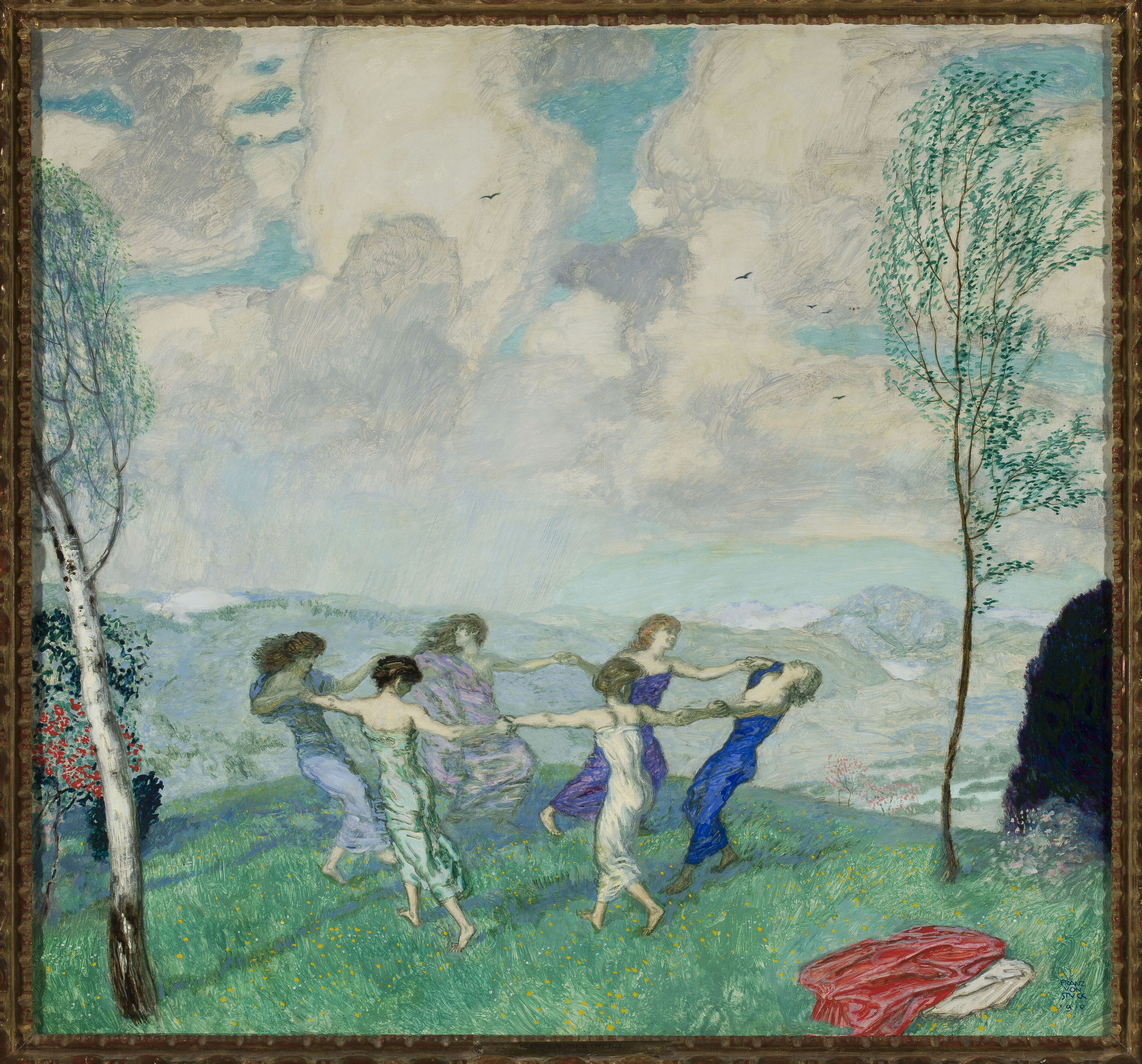
Franz von Stuck: Der Frühlingsreigen, 1910 – Das Gemälde, ein Hauptwerk des Symbolismus, beschwört das Ideal der Harmonie des Menschen mit der Natur. Die Frauen stehen in Stucks Werk für die Triebnatur des Menschen, für Ausgelassenheit, Lüsternheit und Laster.

Heute (bereits seit dem 18. Jahrhundert) wird das Wort „Reigen“ umgangssprachlich meist im Sinne von Kreistanz gebraucht, auch wenn nicht dazu gesungen wird.
Die alte Reigenform als Tanz zu Balladengesang hat sich bis heute auf den Färöer-Inseln als Färöischer Kettentanz erhalten. Auch in Skandinavien gibt es noch die getanzte Ballade.
Reigen (Kreistänze) in diesem Sinne finden sich noch im Volkstanz vieler Nationen. Beispiele sind Kolo und Hora in den Ländern des Balkan, der russische Chorowod, Rounds in England, oder die Sardana in Spanien. Seit den 1980er Jahren werden solche „internationalen Tänze“, speziell Kreis- und Kettentänze, vor allem Tänze aus dem Balkan, Griechenland und der Türkei, auch außerhalb ihres Ursprungsgebietes vermehrt getanzt.
Eine ganz andere Richtung hat sich seitdem parallel zu den Folkloretänzen entwickelt: der sogenannte Sacred-Dance, der auch als sakraler oder meditativer Tanz bezeichnet wird. Als Grundlage dienen einfache Kreistänze. Im Gegensatz zu den tradierten Tänzen kommt es beim Sacred-Dance nur auf Besinnung und Meditation an. Der sakrale Tanz findet zunehmende Verbreitung in spirituellen und kirchlichen Gruppen und wird auch im pädagogischen und therapeutischen Bereich angewendet. Die Schöpfer dieser Kunsttänze greifen im Allgemeinen großzügig auf den Schatz der Volkstänze und der Volksmusik zu und verarbeiten deren Elemente zu eigenen Choreografien.
Von der Kunstmusik wurde der Reigen u. a. verwendet von
- Claude Debussy: Images, 3. Satz Rondes de printemps (1912)
- Igor Strawinsky: Le sacre du printemps, Teil 1 (1913)
- Alban Berg: Drei Orchesterstücke op. 6, 2. Satz Reigen (1914)
- Carl Orff: Carmina Burana, Nr. 9 a Reie (1936)